# D. J. Wilson
Pour les articles homonymes, voir Wilson.
DeVante Jaylen Wilson, né le 19 février 1996 à Mount Shasta en Californie, est un joueur américain de basket-ball évoluant aux postes d'ailier fort et pivot. Il mesure 2,06 m.

## Biographie
Il joue trois saisons en université avec les Wolverines du Michigan, il se présente à la draft 2017 de la NBA lors de sa troisième saison.
Il est drafté en 17e position de la draft 2017 de la NBA par les Bucks de Milwaukee.
Le 18 mars 2021, il est envoyé vers les Rockets de Houston avec D. J. Augustin et un choix au premier tour de la draft 2023 en échange de P. J. Tucker, Rodions Kurucs et un choix au premier tour de la draft 2022.
Le 22 décembre 2021, les Raptors de Toronto le signent pour 10 jours. Début janvier 2022, il en signe un second avec la franchise canadienne. Fin février 2022, il en signe un troisième.
En mars 2024, Wilson signe un contrat de 10 jours avec les 76ers de Philadelphie.

## Records sur une rencontre en NBA
Les records personnels de D. J. Wilson en NBA sont les suivants, :
| Type de statistique        | Saison régulière | Saison régulière          | Saison régulière | Playoffs | Playoffs             | Playoffs      |
| Type de statistique        | Record           | Adversaire                | Date             | Record   | Adversaire           | Date          |
| -------------------------- | ---------------- | ------------------------- | ---------------- | -------- | -------------------- | ------------- |
| Points                     | 25               | @ Nuggets de Denver       | 24 avril 2021    | 7        | @ Pistons de Détroit | 22 avril 2019 |
| Paniers marqués            | 10               | @ Nuggets de Denver       | 24 avril 2021    | 3        | 2 fois               | 2 fois        |
| Paniers tentés             | 20               | Thunder d'Oklahoma City   | 10 avril 2019    | 5        | Pistons de Détroit   | 14 avril 2019 |
| Paniers à 3 points réussis | 3                | 8 fois                    | 8 fois           | 1        | @ Pistons de Détroit | 22 avril 2019 |
| Paniers à 3 points tentés  | 8                | Hornets de Charlotte      | 30 novembre 2019 | 2        | Celtics de Boston    | 30 avril 2019 |
| Lancers francs réussis     | 4                | 2 fois                    | 2 fois           | 2        | Raptors de Toronto   | 17 mai 2019   |
| Lancers francs tentés      | 6                | 2 fois                    | 2 fois           | 2        | Raptors de Toronto   | 17 mai 2019   |
| Rebonds offensifs          | 5                | Bucks de Milwaukee        | 29 avril 2021    | 1        | @ Pistons de Détroit | 20 avril 2019 |
| Rebonds défensifs          | 13               | Thunder d'Oklahoma City   | 10 avril 2019    | 3        | Pistons de Détroit   | 14 avril 2019 |
| Rebonds totaux             | 17               | Thunder d'Oklahoma City   | 10 avril 2019    | 3        | Pistons de Détroit   | 14 avril 2019 |
| Passes décisives           | 5                | 3 fois                    | 3 fois           | 2        | Pistons de Détroit   | 14 avril 2019 |
| Interceptions              | 3                | 2 fois                    | 2 fois           | -        | -                    | -             |
| Contres                    | 3                | @ Clippers de Los Angeles | 9 avril 2021     | 1        | @ Raptors de Toronto | 21 mai 2019   |
| Balles perdues             | 4                | @ Knicks de New York      | 21 décembre 2019 | 2        | 2 fois               | 2 fois        |
| Minutes jouées             | 47               | Thunder d'Oklahoma City   | 10 avril 2019    | 16       | Pistons de Détroit   | 14 avril 2019 |

- Double-double : 3
- Triple-double : 0

Dernière mise à jour : 29 juin 2021